# Hales (Staffordshire)
Hales – wieś w Anglii, w hrabstwie Staffordshire. Leży 23 km na północny zachód od miasta Stafford i 220 km na północny zachód od Londynu.